# Illes de Sotavento
|  | Aquest article tracta sobre les illes de Cap Verd. Vegeu-ne altres significats a «illes de Sotavent». |

Les illes de Sotavento (sotavent) són un dels dos grups d'illes de l'arxipèlag de Cap Verd, localitzat a l'oceà Atlàntic enfront de la costa nord-occidental d'Àfrica.
El grup comprèn les següents illes i illots:
| Illes        | Coordenades                                          | Extensió km² | Població |
| ------------ | ---------------------------------------------------- | ------------ | -------- |
| Maio         | 15° 13′ 0″ N, 23° 10′ 0″ O / 15.21667°N,23.16667°O   | 269          | 8.400    |
| Santiago     | 15° 05′ 0″ N, 23° 37′ 0″ O / 15.08333°N,23.61667°O   | 991          | 290.000  |
| Fogo         | 14° 57′ 0″ N, 24° 23′ 0″ O / 14.95000°N,24.38333°O   | 476          | 38.600   |
| Brava        | 14° 51′ 0″ N, 24° 42′ 0″ O / 14.85000°N,24.70000°O   | 67           | 6.300    |
| Ilhéus Secos | 14° 57′ 58″ N, 24° 40′ 30″ O / 14.96611°N,24.67500°O | 4            | 0        |